# Leptobrycon
Genre
Leptobrycon est un genre de poissons téléostéens de la famille des Characidae et de l'ordre des Characiformes. Le genre Leptobrycon est mono-typique, c'est-à-dire qu'il n'est composé que d'une seule espèce, Leptobrycon jatuaranae.

## Liste d'espèces
Selon FishBase (10 juin 2015):
- Leptobrycon jatuaranae Eigenmann, 1915